# This Place Hotel
"This Place Hotel (lançada originalmente como Heartbreak Hotel) é uma canção do grupo de R&B estadunidense The Jacksons, lançada em 7 de dezembro de 1980, como segundo single do décimo terceiro álbum de estúdio do grupo Triumph. Originalmente a canção se chamava Heartbreak Hotel, porém teve o título mudado para This Place Hotel para não ser confundida com o single Heartbreak Hotel de 1956 de Elvis Presley.

## Performances ao vivo
O single foi performado por Michael durante a Bad World Tour, no Yokohama Stadium em 16 de julho de 1988, e esta apresentação está presente no DVD Live at Wembley July 16, 1988.

## Legado
A canção foi incluída na Caixa especial The Ultimate Collection de 2004
,  e no álbum de remisturas póstumo Immortal de 2011.

## Créditos
- Escrito, arranjado e composta por: Michael Jackson
- Produzido por: The Jacksons
- Produtor Associado: Greg Phillinganes
- Vocais: Michael Jackson
- Vocais de fundo: Stephanie Spruill, Maxine Waters Willard e Julia Tillman Waters
- Arranjo por: Tom Tom 84 e Jerry Hey
- Instrumentação:
  - Teclados: Greg Phillinganes
  - Guitarra: Tito Jackson, David Williams, Mike Sembello, Paul Jackson, Jr.
  - Baixo: Nathan Watts
  - Bateria: Ollie E. Brown
  - Percussão: The Jacksons, Paulinho da Costa
  - Timpano: Michael Jackson
- Grito: La Toya Jackson

## Desempenho nas paradas
| Paradas (1981)                               | Melhor posição |
| -------------------------------------------- | -------------- |
| Estados Unidos (Billboard Hot 100)           | 22             |
| Estados Unidos (Billboard R&B/Hip-Hop Songs) | 2              |